# Colin Hannah
Colin Thomas Hannah (22 décembre 1914 - 22 mai 1978) est un officier des Forces armées aériennes australiennes (RAAF) qui est le 19e gouverneur du Queensland. 

## Biographie
Né en Australie-Occidentale, il sert dans la milice, avant de rejoindre la RAAF en 1935. Au cours de la Seconde Guerre mondiale, il est nommé commandant de la 6e escadrille dans le Pacifique Sud-Ouest. En 1944, il atteint le grade de colonel (Group Captain) et à la fin de la guerre, il commande la région Ouest à Perth.
Hannah occupe le poste de chef d'état-major de l'air de la RAF Far East Air Force, à Singapour, au cours de l'insurrection malaise dans les années 1950. Après-guerre, il est sous-chef d'état-major de l'Armée de l'Air de 1961 à 1965 et commandant opérationnel des forces aériennes de 1965 à 1967. En 1970, il est promu général de division aérienne et commandant en chef des forces aériennes (CEMFA), le plus haut poste de la RAAF. Hannah arrête sa carrière un an plus tôt que prévu, en 1972, pour devenir gouverneur du Queensland. Il prend sa retraite en 1977.